# Contea di Greenbrier
La contea di Greenbrier (in inglese: Greenbrier County ) è una contea dello Stato della Virginia Occidentale, negli Stati Uniti. La popolazione, al 2019, era di 34 662 abitanti. Il capoluogo di contea è Lewisburg.